# Suore di Nostra Signora del Sacro Cuore
Le Suore di Nostra Signora del Sacro Cuore (in francese Sœurs de Notre-Dame du Sacré-Cœur; sigla N.D.S.C.) sono un istituto religioso femminile di diritto pontificio.

## Storia
La congregazione sorse nel Nuovo Brunswick per desiderio delle religiose acadiane, di lingua francese, dell'istituto delle suore di carità dell'Immacolata Concezione di Saint John, a maggioranza anglofono. Per assicurare alle suore una formazione migliore, a partire dal 1908 le religiose acadiane domandarono la creazione di un noviziato in lingua francese e nel 1922, incoraggiate da Edward Le Blanc, vescovo di Saint John, chiesero alla Santa Sede di potersi costituire in congregazione autonoma.
Il 29 dicembre 1923 la sacra congregazione romana dei religiosi dispose la separazione delle suore francofone dalla congregazione di Saint John; i conventi di Saint Joseph de Memramcook, Bouctouche, Saint Anselme e Shédiac passarono al nuovo istituto, detto delle Suore di Nostra Signora del Sacro Cuore, con sede generalizia a Saint Joseph de Memramcook. Il 17 febbraio 1924, considerata data di fondazione dell'istituto, fu eletta la prima superiora generale: Suzanne Cyr.
La prima approvazione pontificia delle costituzioni giunse il 23 febbraio 1926, quella definitiva il 16 giugno 1936.

## Attività e diffusione
Le suore si dedicano all'educazione della gioventù e alla cura di malati e anziani.
Oltre che in Canada, sono presenti in Colombia e Perù; la sede generalizia è a Dieppe.
Alla fine del 2015 l'istituto contava 136 religiose in 30 case.